# Zebina browniana
Zebina browniana är en snäckart som först beskrevs av d'Orbigny 1842.  Zebina browniana ingår i släktet Zebina och familjen Rissoidae. Inga underarter finns listade i Catalogue of Life.